# قسم الإدارة التجارية الملكية بجرينلاند

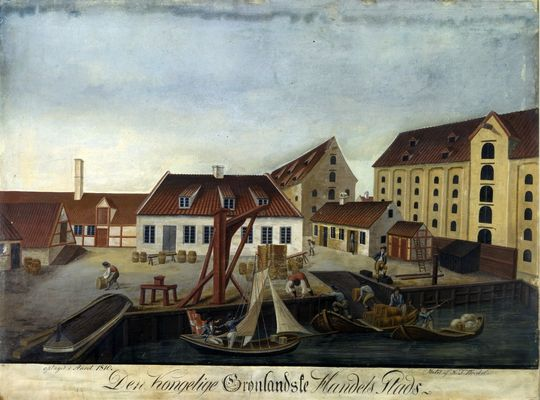

قسم الإدارة التجارية الملكية بجرينلاند (بالدنماركية: Den Kongelige Grønlandske Handel) وسابقاً كانت تسمّى الدنماركية النرويجية، وبعد 1918 أصبحت مؤسسة حكومية دنماركية مكلفة بإدارة المستوطنات والتجارة في جرينلاند. أدرت الشركة حكومة جرينلاند من عام 1774 حتى عام 1908 من خلال مجلس إدارتها في كوبنهاغن بالدنمارك، مع وجود عدد من المفتشين الملكيين والمحافظين في نوك وكيكيرتارسواك.